# Luis Manuel (cantante)
Luis Manuel Valdiviezo Sánchez (Pacasmayo, 10 de septiembre de 1991), conocido simplemente Luis Manuel, es un cantante peruano, que ha desarrollado su carrera musical dentro de la cumbia peruana. Alcanzó reconocimiento, por haber integrado la banda musical Grupo 5, donde se mantuvo entre los años 2016 y 2020.

## Biografía
Nació el 10 de septiembre de 1991 en Pacasmayo, ciudad del departamento de La Libertad; bajo el nombre completo de Luis Manuel Valdiviezo Sánchez. Desde temprana edad, mostró su interés en la música, en el cual se ha destacado por sus dotes en el canto.
Valdivieso comenzó su carrera artística a finales de los 2000, integrando a los conjuntos musicales La Idéntica de Chepén y Hermanos Silva, dando inicio a su incursión en la cumbia peruana.
Posteriormente, concursaría en el programa concurso Rojo fama contrafama de Latina Televisión en 2013, logrando pasar a la segunda ronda del concurso. Al poco tiempo, ingresa al casting de la primera temporada del otro formato La voz Perú, asumiendo el rol de integrante del «Equipo Jerry» de la mano del cantante Jerry Rivera. Años más tarde, se suma a las filas del grupo La Vale Band en 2014.
Pero fue hasta el año 2015, cuando le llegaría la oportunidad de formar parte del conjunto musical Grupo 5, logrando así alcanzar al estrellato, permaneciendo hasta 2019, debido a sus problemas de salud. Durante su etapa con el conjunto, fue intérprete del tema «Cúlpame».
En 2020, fue integrante de la banda Los 5 de Oro, donde interpretaría el cover de «Qué pena» y el tema «Amor fingido». Tras terminar su etapa con Los 5 de Oro, retorna al Grupo 5 en 2021, lanzando las versiones musicales de «Te vas» (interpretado originalmente por Marco Antonio Guerrero), «Búsquenla» y «Tu hipocresía» (interpretada originalmente por el exmiembro de la banda John Kelvin).
En el año 2023, regresó a La voz Perú como participante del «Equipo Mauricio» del cantante Mauricio Mesones, en el cual finalmente se consagra como ganador de la sexta temporada del programa. Tras su victoria, generó controversia en las redes sociales debido a su favoritismo de los jurados.
Al año siguiente, presta su colaboración con los intérpretes urbanos Asmir Young y Carlitos Quiroz para el material Bebo por tí.

## Discografía

### LP en estudio
- 2024: Bebo por tí

## Televisión
| Año  | Título               | Canal             | Rol                              | Notas |
| ---- | -------------------- | ----------------- | -------------------------------- | ----- |
| 2013 | Rojo fama contrafama | Latina Televisión | Participante                     | .     |
| 2013 | La voz Perú          | Latina Televisión | Participante del Equipo Jerry    | .     |
| 2023 | La voz Perú          | Latina Televisión | Participante del Equipo Mauricio | .     |